# 諏訪神社 (仙台市太白区)
諏訪神社（すわじんじゃ）は、宮城県仙台市太白区にある神社である。主祭神は建御名方神で、天照皇大神など6柱を合祀している。

## 祭神
- 主祭神
  - 建御名方神
- 合祀神
  - 天照皇大神
  - 建御雷之男神
  - 伊波比主神
  - 天之子八根命
  - 素盞鳴尊
  - 大山祗神

## 歴史
社伝によれば1056年（天喜4年）に源頼義によって創建されたと伝えられる。その後伊達氏などの帰依を得た。1872年（明治5年）8月村社に列し、1907年（明治40年）3月には幣帛供進社に指定される。1912年（明治45年）4月、名取郡長町字砂押の深山神社と字龍の瀬の八雲神社を合併。1922年（大正11年）、境内地が長町操車場に指定され買収されたため、1924年（大正13年）現在地に遷座した。